# Чон У Ён (футболист, 1989)
Чон У Ён (кор. 정우영; родился 14 декабря 1989 года, Ульсан, Южная Корея) — южнокорейский футболист, полузащитник катарского клуба «Аль-Садд» и национальной сборной Республики Корея.

## Карьера

### Клубная
Воспитанник университета Кён Хи. Первым профессиональным клубом Чон У Ёна стал японский «Киото Санга», выступавший во втором дивизионе. Полузащитник дебютировал в команде 5 марта 2011 года в матче против «Мито Холлихок», заменив на 65-й минуте встречи Тайсуке Накамуру. В матче против «Гифу», сыгранном 3 июля 2011 года южнокорейский полузащитник забил первый гол в своей клубной карьере.
В январе 2013 года Чон У Ён перешёл на правах аренды в клуб Джей-лиги «Джубило Ивата». 2 марта 2013 года защитник впервые сыграл за новый клуб (в матче против «Нагои Грампус») и отдал голевой пас на Хироки Ямаду
.
В январе 2014 года Чон перешёл в клуб «Виссел Кобе», за который выступал два сезона. В январе 2016 года он перешёл в китайский клуб «Чунцин Лифань», с которым заключил контракт до конца 2018 года.

### В сборной
Чон У Ён в составе олимпийской сборной Южной Кореи участвовал в олимпийском футбольном турнире 2012, где сыграл 1 матч (полуфинал против Бразилии) и завоевал вместе с командой бронзовые медали.

## Статистика
Клубная
| Клуб                   | Сезон                  | Национальный чемпионат | Национальный чемпионат | Национальный чемпионат | Национальные кубки | Национальные кубки | Континентальные кубки | Континентальные кубки | Всего | Всего |
| Клуб                   | Сезон                  | Лига                   | Игры                   | Голы                   | Игры               | Голы               | Игры                  | Голы                  | Игры  | Голы  |
| ---------------------- | ---------------------- | ---------------------- | ---------------------- | ---------------------- | ------------------ | ------------------ | --------------------- | --------------------- | ----- | ----- |
| Киото Санга            | 2011                   | J-Лига-2               | 31                     | 1                      | 5                  | 0                  | 0                     | 0                     | 36    | 1     |
| Киото Санга            | 2012                   | J-Лига-2               | 34                     | 1                      | 2                  | 0                  | 0                     | 0                     | 36    | 1     |
| Всего за «Киото Санга» | Всего за «Киото Санга» | Всего за «Киото Санга» | 65                     | 2                      | 7                  | 0                  | 0                     | 0                     | 72    | 2     |
| Джубило Ивата          | 2013                   | J-Лига                 | 13                     | 0                      | 5                  | 0                  | 0                     | 0                     | 18    | 0     |
| Виссел Кобе            | 2014                   | J-Лига                 | 33                     | 3                      | 8                  | 1                  | 0                     | 0                     | 41    | 4     |
| Виссел Кобе            | 2015                   | J-Лига                 | 32                     | 0                      | 6                  | 1                  | 0                     | 0                     | 38    | 1     |
| Всего за «Виссел Кобе» | Всего за «Виссел Кобе» | Всего за «Виссел Кобе» | 65                     | 3                      | 14                 | 2                  | 0                     | 0                     | 79    | 5     |
| Чунцин Лифань          | 2016                   | Суперлига              | 0                      | 0                      | 0                  | 0                  | 0                     | 0                     | 0     | 0     |
| Всего                  | Всего                  | Всего                  | 143                    | 5                      | 26                 | 2                  | 0                     | 0                     | 169   | 7     |

## Достижения
- Бронзовый призёр летних Олимпийских игр (1): 2012